# První intifáda
První intifáda (arabsky: انتفاضة, „procitnutí“ či doslova „lidové povstání“), jinak též „válka kamenů“, bylo palestinské povstání a následný ozbrojený konflikt mezi Izraelem a palestinskými Araby, který vypukl 9. prosince 1987 v Pásmu Gazy. Oficiálně byla intifáda vedena Organizací pro osvobození Palestiny (OOP), ale fakticky výraznou moc v tomto povstání získala palestinská militantní islamistická skupina Hamás, která vznikla na počátku první intifády. Většinou nedocházelo k ozbrojeným bojům. Palestinské akce zahrnovaly porušování veřejného pořádku, demonstrace, generální stávky, bojkoty, házení kamenů, zapalování pneumatik, graffiti, barikády a pouze občas byly zaznamenány skutečné teroristické akce, při nichž došlo k používání tzv. Molotovových koktejlů či granátů. Nepokoje se rozrostly a byly ukončeny až podepsáním mírové dohody z Osla z roku 1993.

## Vývoj
Rozbuškou první intifády se stala dopravní nehoda izraelského a palestinského automobilu, při které zahynuli čtyři palestinští Arabové. Podle palestinské strany měl Izraelec nehodu způsobit záměrně jako pomstu za vraždu Izraelce spáchanou v Gaze o několik dní dříve. Zprvu intifáda probíhala v podobě demonstrací, nepokoje se však zakrátko rozšířily i na Západní břeh. Násilnostmi nepokojů a hlavně jejich rozsahem byli zaskočeni izraelští vojáci, kteří nebyli vycvičeni k potírání lidových povstání, ale k boji proti cizí armádě. Do mnohých palestinských vesnic jim byl zablokován přístup a ve většině měst a sídel v Gaze a na Západním břehu jim Arabové nadávali a útočili na ně kamením a zápalnými lahvemi. Součástí nepokojů byly dále generální stávky, bojkoty, zapalování pneumatik, graffiti, vyvěšování palestinských vlajek a barikády; použití těžkých zbraní či sebevražedných útoků však nebylo typické. V důsledku násilností jednali vojáci podrážděně a obzvláště razantně. Tehdejší ministr obrany Jicchak Rabin přijal tvrdá opatření k zastavení demonstrací a zastrašení demonstrantů v rámci politiky „síly, moci a bití“. Armáda používala slzný plyn, kaučukové a plastové kulky a v krajní nouzi ostrou munici. Gilbert ve své knize Izrael: Dějiny zmiňuje Rabinovu instruktáž armádních důstojníků:
Když Rabin (…) hovořil k armádním důstojníkům o užití síly proti palestinským vrhačům kamenů, řekl jim, že je adekvátní použít sílu, aby bylo možno dostat demonstranty pod kontrolu, ale že násilí nemá být užíváno neuváženě. Když je nutné rozhodnout se při konfrontaci s demonstrantem házejícím zápalnou láhev, zda je lepší vystřelit na něj z pušky nebo udeřit ho obuškem, pak je lépe užít obušek. Byla to v zásadě umírněná rada: je lepší zlomit demonstrantovi nějakou kost než na něho vystřelit a riskovat těžké zranění nebo jeho smrt. Ale rada „udeřit obuškem“ se objevila v novinách na celém světě jako „přeražte jim kosti,“ přičemž obojí se zdálo kruté a necitlivé, a Izrael byl značně zostuzen.
Martin Gilbert,  Izrael: Dějiny, s. 513
Údajný výrok „zlámejte jim kosti“ do značné míry rezonoval izraelskou politikou. Dva izraelští poslanci žádali ustanovení vyšetřovací komise, která by prošetřila Rabinovy rozkazy a postupy během intifády. Podle Ley Rabinové, manželky Jicchaka Rabina, ministr takový výrok nikdy nepronesl, avšak podle jiné verze ho skutečně řekl, aby izraelské vojáky odradil od střelby na palestinské Araby házející kameny.
Samotné povstání překvapilo i Organizaci pro osvobození Palestiny v Tunisku, která měla povstání „oficiálně vést“. Fakticky však výraznou moc u povstalců získala palestinská militantní islamistická skupina Hamás, která vznikla na počátku první intifády. Nepokoje se rozrostly a byly ukončeny až podepsáním mírové dohody z Osla roku 1993. Kombinace selhání politiky „železné pěsti“, snížení izraelské mezinárodní prestiže, přerušení administrativních vazeb Jordánska na Západní břeh a americké uznání OOP zástupcem palestinského národa, donutily Rabina usilovat o ukončení násilí jednáním a dialogem s Arafatovou Organizací pro osvobození Palestiny.

## Oběti
První intifáda si vyžádala množství lidských životů. Níže uváděné údaje vychází ze statistik izraelské nevládní organizace na ochranu lidských práv Be-celem a pro období od vypuknutí tohoto konfliktu (9. prosince 1987) až po podepsání mírové dohody z Osla (13. září 1993) zahrnují jak oběti v rámci izraelských hranic (tj. v rámci tzv. zelené linie), tak i mimo ni (Pásmo Gazy, Západní břeh Jordánu a podle Be-celem též východní Jeruzalém). V případě palestinských obětí zahrnuje jak ty zabité izraelskými bezpečnostními složkami, tak ty zabité izraelskými civilisty a v případě izraelských obětí zahrnuje jak izraelské civilní, tak vojenské oběti. Celkem tak zahynulo 100 izraelských civilistů, z nichž 47 byli osadníci, a 60 příslušníků bezpečnostních složek. Dále bylo 1087 Palestinců zabito izraelskými bezpečnostními složkami a 75 dalších zabito izraelskými civilisty. Níže uvedená tabulka je souhrnem těchto statistik za jednotlivé roky:
|                            | 1987 | 1988 | 1989 | 1990 | 1991 | 1992 | 1993 | celkem |
| -------------------------- | ---- | ---- | ---- | ---- | ---- | ---- | ---- | ------ |
| Izraelci zabití Palestinci | 0    | 12   | 31   | 22   | 19   | 34   | 42   | 160    |
| Palestinci zabití Izraelci | 22   | 310  | 305  | 145  | 104  | 138  | 138  | 1162   |
| Zdroj: Be-celem            |      |      |      |      |      |      |      |        |

Přibližně 1000 dalších obětí z řad Palestinců mají na svědomí sami Palestinci.